# 下木戸 (新潟市)
下木戸（しもきど）は、新潟県新潟市東区の町字。現行行政地名は下木戸一丁目から下木戸三丁目と大字下木戸。住居表示は一丁目から三丁目が実施済み区域、大字が未実施区域。郵便番号は950-0885。

## 概要
1889年（明治22年）から現在の大字。及び1986年（昭和61年）から現在までの町丁。通船川左岸に位置し、もとは江戸時代から1889年（明治22年）まであった下木戸の区域の一部。
かつては阿賀野川下流左岸の自然堤防上に立地した村だったが、松ヶ崎掘割の決壊による河道の変更により通船川沿いの村になった。地名は上木戸に対応する。

### 隣接する町字
北から東回り順に、以下の町字と隣接する。
- 中木戸
- 牡丹山
- 山木戸
- 榎
- 鴎島町

※ 通船川を挟んで藤見町と隣接。

## 歴史

### 分立した町字
1889年（明治22年）以後に、以下の町字が分立。
中木戸（なかきど）
1959年（昭和34年）に分立した町字。もとは中村新田。
材木町（ざいもくちょう）
1979年（昭和54年）に分立した町字。

### 年表
- 1889年（明治22年）4月1日 : 合併により木戸村の大字となる。
- 1901年（明治34年）11月1日 : 合併により石山村の大字となる。
- 1943年（昭和18年）5月3日 : 合併により新潟市の大字となる。
- 2007年（平成19年）4月1日 : 新潟市の政令指定都市移行により、東区の大字となる。

## 世帯数と人口
2018年（平成30年）1月31日現在の世帯数と人口は以下の通りである。
| 大字・丁目           | 世帯数  | 人口    |
| -------------------- | ------- | ------- |
| 下木戸・下木戸一丁目 | 167世帯 | 313人   |
| 下木戸二丁目         | 391世帯 | 762人   |
| 計                   | 558世帯 | 1,075人 |

## 小・中学校の学区
市立小・中学校に通う場合、学区は以下の通りとなる。
| 大字・丁目   | 番地 | 小学校               | 中学校               |
| ------------ | --- | -------------------- | -------------------- |
| 下木戸       | 560番地、600番地 605〜606番地 608～611番地 | 新潟市立木戸小学校   | 新潟市立東新潟中学校 |
| 下木戸       | 28番地、42番地 47番地～49番地、52番地 86番地～88番地、107番地 146番地、148番地 204番地、215番地 221番地、226番地 230番地、240番地 330〜331番地 624番地、626番地 | 新潟市立牡丹山小学校 | 新潟市立木戸中学校   |
| 下木戸一丁目 | 3～17番、19～26番 | 新潟市立牡丹山小学校 | 新潟市立木戸中学校   |
| 下木戸一丁目 | 1〜2番、18番 | 新潟市立木戸小学校   | 新潟市立東新潟中学校 |
| 下木戸二丁目 | 全域 | 新潟市立牡丹山小学校 | 新潟市立木戸中学校   |
| 下木戸三丁目 | 全域 | 新潟市立牡丹山小学校 | 新潟市立木戸中学校   |

## 主な企業・施設
- 新潟市東区役所

## 交通

### 道路
- 新潟県道3号新潟新発田村上線
- 新潟県道4号新潟港横越線

### バス
新潟交通路線バス
2016年10月現在の路線を示す。各路線の系統など詳細は「新潟交通のバス路線一覧#東新潟方面」を参照。
- 下木戸
  - E4 大形線
  - E5 牡丹山線

東区区バス
詳細は「区バス - 新潟市東区」を参照。
- 松崎ルート : 東区役所
- 河渡ルート : 下木戸